# Lee Eun-ji (Schwimmerin)
Lee Eun-ji (koreanisch 이은지; * 23. Juli 2006 in Seoul) ist eine südkoreanische Schwimmerin.

## Werdegang
Lee Eun-ji nahm 2021 im Alter von 15 Jahren an den Olympischen Sommerspielen in Tokio teil. Im Wettkampf über 100 m Rücken belegte sie den 20. Platz und über 200 m Rücken belegte sie Rang 18. Bei den Weltmeisterschaften 2022 wurde sie Zehnte über 200 m Rücken, Elfte über 100 m Rücken und Fünfzehnte über 50 m Rücken. Zudem belegte sie mit der 4 × 100-m-Lagenstaffel den 11. Platz. Bei den 2023 ausgetragenen Asienspielen 2022 in Hangzhou gewann sie über 100 Meter und 200 Meter Rücken die Bronzemedaille. Darüber hinaus sicherte sie sich mit der 200-Meter-Freistil-Staffel und der 100-Meter-Lagen-Mixed-Staffel ebenfalls Bronze und mit der 100-Meter-Lagen-Staffel Silber.